# Małgorzata II Flandryjska
Małgorzata II, zwana Małgorzatą z Konstantynopola (ur. 1202, zm. 10 lutego 1280) – hrabina Flandrii i Hainaut, młodsza córka Baldwina I, cesarza łacińskiego, hrabiego Flandrii i Hainaut, oraz Marii, córki Henryka I, hrabiego Szampanii.
W 1202 r. ojciec Małgorzaty wyruszył na IV wyprawę krzyżową i został łacińskim cesarzem Konstantynopola. Podczas jego nieobecności opiekę nad Małgorzatą i jej starszą siostrą Joanną sprawowała matka. W 1204 r. ona również wyruszyła na Wschód, gdzie zmarła w wyniku zarazy. Opiekę nad dziewczynkami przejął ich stryj Filip z Namur. W 1205 r. cesarz Baldwin zmarł w bułgarskiej niewoli i Joanna została hrabiną Flandrii i Hainaut. W 1208 r. Filip z Namur przekazał kuratelę nad Joanną i Małgorzatą królowi Francji Filipowi II Augustowi.
W 1212 r. Małgorzata poślubiła swojego opiekuna i wpływowego rycerza z Hainaut Boucharda IV z Avesnes (1182 – 1244), syna Gautiera II z Avesnes i Małgorzaty córki Tybalda V Dobrego, hrabiego Blois. Bouchard i Małgorzata mieli razem trzech synów:
- Baldwina (zm. ok. 1219)
- Jana I (1 maja 1218 – 24 grudnia 1257), pana Avesnes
- Baldwina (ok. 1219 – 1289), pana Beaumont, którego córka Beatrycze poślubiła Henryka VI Luksemburskiego

Małżeństwo to zostało zawarte z miłości i początkowo zyskało aprobatę Joanny. Wkrótce jednak doszło do sporu między siostrami na temat uposażenia młodszej. Joanna podjęła więc starania o unieważnienie małżeństwa Małgorzaty. Zwróciła się w tej sprawie do papieża Innocentego III, który 19 stycznia 1216 r. ekskomunikował Boucharda i Małgorzatę, ale nie unieważnił małżeństwa. Małgorzata wraz z mężem schroniła się w Luksemburgu, ale Bouchard został w 1219 r. pojmany. Wolność odzyskał w 1221 r. za cenę rozwiązania małżeństwa z Małgorzatą.
Kiedy Bouchard udał się do Rzymu, by uzyskać rozwód od papieża, Małgorzata - za radą Joanny - w 1223 r. wyszła za mąż za szampańskiego rycerza Wilhelma II z Dampierre (1196 – 3 września 1231), syna Gwidona II z Dampierre i Matyldy I z Bourbon. Wilhelm i Małgorzata mieli razem trzech synów i córkę:
- Wilhelma III (1224 – 6 czerwca 1251), hrabiego Flandrii i pana Dampierre
- Gwidona z Dampierre (ok. 1226 – 7 marca 1304), hrabiego Flandrii i margrabiego Namur
- Jana I (zm. 1258), pana Dampierre, wicehrabiego Troys, konetabla Szampanii
- Joannę, żonę Hugona III z Rethel i Tybalda II z Bar

Sytuacja, jaka powstała po tym małżeństwie, wywarła wpływ na dzieje Flandrii i Hainaut. Pojawiły się głosy, że drugie małżeństwo Małgorzaty jest nieważne (bigamia), a dzieci z tego małżeństwa nie mają praw do tronu wyżej wymienionych hrabstw. Konflikt zaostrzył się w 1244 r., kiedy po śmierci Joanny Małgorzata została hrabiną Flandrii i Hainaut. Od razu rozpoczęła się wojna (tzw. I wojna sukcesyjna o Flandrię i Hainaut) pomiędzy synami Małgorzaty z pierwszego i drugiego małżeństwa – Janem z Avesnes i Wilhelmem de Dampierre.
W 1246 r. w konflikt wmieszał się król Francji Ludwik IX Święty, który doprowadził do zawarcia pokoju. Na jego mocy Hainaut miało przypaść potomkom Małgorzaty z domu Avesnes, a Flandria tym z domu Dampierre. Jan z Avesnes ogłosił się hrabią Hainaut, ale zmarł w 1257 r. Jego syn Jan został hrabią Hainaut po śmierci babki w 1280 r. We Flandrii w 1247 r. Małgorzata dopuściła do współrządów Wilhelma, ale ten zmarł w 1251 r.
Ludwik IX wyruszył w 1248 r. na VI wyprawę krzyżową i przebywał na Wschodzie do 1254 r. W tym czasie Małgorzata i jej młodszy syn Gwidon chcieli zlikwidować podział dokonany przez francuskiego króla. W odpowiedzi Jan z Avesnes zawarł sojusz w hrabią Holandii i królem Niemiec Wilhelmem w obronie status quo. Wojna została rozstrzygnięta 4 lipca 1253 r. pod Westcapelle, gdzie Jan pokonał wojska Gwidona. Podział ziem został utrzymany.
Małgorzata nie poddała się jednak i zawarła sojusz z młodszym bratem króla Francji Karolem Andegaweńskim. Karol poparł jej sprawę, ale nie udało mu się pokonać Jana, a sam ledwo uniknął śmierci. W 1254 r. powrócił król Ludwik i zmusił obie strony do respektowania swojego wyroku sprzed 8 lat.
W 1278 r. Małgorzata przekazała rządy we Flandrii Gwidonowi z Dampierre. Hrabiną Hainaut pozostała do swojej śmierci w 1280 r.